# رفغة
رُفْغَة (الاسم العلمي: Melanconis)، جنس فطور مجهرية من فصيلة الرفغيات. يتميز ببوغه الشفاف الثنائي الخلية.

## روابط خارجية
- Melanconis at فهرس فونغوروم